# Віктор Лану
Віктор Лану (фр. Victor Lanoux; 18 червня 1936, Париж — 4 травня 2017, Руайан) — французький актор.

## Біографія
Справжнє ім'я — Віктор Робер Натаф. З 1961 виступав у кабаре зі сценками власного твору в дуеті зі своїм другом, нині відомим комедійним актором П'єром Рішаром. З 1962 — актор паризьких театрів. Грав Гамлета у п'єсах сучасних драматургів. Віктор Лану відомий також як драматург, автор п'єс, що йдуть на театральних сценах Франції.
У кіно вперше знявся 1964 року. Першу велику роль зіграв у фільмі «Негідна стара дама» (1965, режисер Рене Аліо). Віктор Лану грав характерні, комедійні та драматичні ролі в кіно. Серед найбільш відомих: Марсель у детективі «Двоє у місті» (1973, режисер Жозе Джованні), робітник у комедії П'єра Рішара «Я нічого не знаю, але все скажу» (1973), Були в комедії Іва Робера «І слони бувають невірні» (1976), Шарль де Віго у пригодницькому фільмі Філіпа де Брока «Луїзіана» (1984).
Найбільш успішними ролями Віктора стали Марсель Голар у комедії Жерара Урі «Втеча» (1978), Мішель у кінодрамі П. Граньє-Дефера «Жінка у вікні» (1976), Людовік у фільмі «Кузен, кузина» (1975, режисер Жан-Шарль Таккелла), П'єр Лардатт у детективі «Прощавай, поліцейський».
Протягом 14 років знімався в ролі детектива-антиквара Луї Романа у мінісеріалі «Лавка Луї-антиквара» на телеканалі France 3, який у сезоні 2007—2008 року встановив рекорд чисельності аудиторії для загальнодоступних телевізійних мереж: 5,8 млн глядачів. У тому ж 2007 році переніс операцію через аневризму аорти; задля його участі зйомки нових епізодів було відкладено до 2010 року, а потім їх темпи знижено до 4 серій на рік.
4 травня 2017 року помер після інсульту в одній із лікарень Руайана.

## Фільмографія
1. 1953: «Мадемуазель Нітуш» / Mam'zelle Nitouche — перукар
2. 1973: «Двоє в місті» / Deux hommes dans la ville — Марсель
3. 1975: «Прощавай, поліцейський» / Adieu poulet — П'єр Лардатт
4. 1975: «Кузен, кузина» / Cousin Cousine — Людовік
5. 1975: «Дюпон Лажуа» / Dupont Lajoie — міцний
6. 1977: «Цей незручний момент» / Un moment d'égarement — Жак
7. 1985: «Європейські канікули» / National Lampoon's European Vacation — злодій
8. 1986: «Місце злочину» / Le Lieu du crime — Моріс